# مونتکلیر (ایندیانا)
مونتکلیر (به انگلیسی: Montclair) یک منطقهٔ مسکونی در ایالات متحده آمریکا است که در شهرستان هندریکس، ایندیانا واقع شده‌است. مونتکلیر ۲۹۲٫۹۲ متر بالاتر از سطح دریا قرار دارد.